# HMS Queen Emma
«Королева Емма» (англ. HMS Queen Emma) — пасажирське судно-лайнер, побудоване компанією De Schelde у Флісінгені на замовлення компанією Stoomvaart Maatschappij Zeeland (SMZ) у 1939 році та названий на честь голландської королеви Емми. Експлуатувалося для перевезення пасажирів між Флісінгеном та англійським Гарічем разом з однотипним судном MS «Принцеса Беатрікс». За часів Другої світової війни, після агресії німецького вермахту до Нідерландів судно втекло до Британських островів, де було тимчасово конфісковано британським міністерством військового транспорту та на верфях Harland and Wolff у Белфасті перетворене на військове транспортне судно для потреб армії Великої Британії.
У воєнний час завдяки високим швидкісним показникам руху судна основним призначенням «Принцеси Беатрікс» стало доставляння британських командос до районів проведення рейдових та диверсійних операцій, як-то рейд на Лофотенські острови та на Дьєпп. Пізніше, як десантне судно, брало участь у висадці морських десантів у Північній Африці, на Сицилію та в Нормандії. Пізніше діяло в акваторії Індійського океану, а по завершенню війни у Голландській Ост-Індії. У квітні 1946 року судно було повернуто своїм власникам і продовжувало виконувати завдання з поромних переправлень з Хук-ван-Голланд до 1968 року, поки не було відправлено на брухт до Антверпена.